# Myospila superba
Myospila superba este o specie de muște din genul Myospila, familia Muscidae. A fost descrisă pentru prima dată de Stein în anul 1906. Conform Catalogue of Life specia Myospila superba nu are subspecii cunoscute.